# Leptoseris kalayaaensis
Leptoseris kalayaaensis is een rifkoralensoort uit de familie van de Agariciidae. De wetenschappelijke naam van de soort is voor het eerst geldig gepubliceerd in 2009 door Licuanan & Alino.